# Ацетооцтова кислота
Ацетооцтова кислота — це оксокислота з хімічною формулою H3C—CO—CH2—COOH. За звичайних умов є безбарвною кристалічною речовиною.

## Хімічні властивості
Як і інші β-оксокислоти, ацетооцтова кислота є нестабільною.  Дуже легко декарбоксилюється з утворенням ацетону:
Ацетооцтовій кислоті властива кето-енольна таутомерія.
Частка енольної форми дуже сильно залежить від розчинника та коливається від 2% (гексафлуоропропан-2-ол) до 49% (карбон тетрахлорид) за температури 35 °С.

## Отримання
Ацетооцтова кислота утворюється при гідратації дикетену, який отримують з етенону:
У лабораторії, ацетооцтову кислоту зазвичай отримують гідролізом етил ацетоацетату за низької температури та застосовують in situ.